# Камська грива
Уро́чище «Ка́мська гри́ва» (рос. Урочище «Камская грива») — комплексна пам'ятка природи республіканського значення, що знаходиться поблизу міста Камбарка Камбарського району Удмуртії, Росія. Утворено 27 жовтня 1997 року.
Площа заповідної території становить 504 га, належить до Камського лісництва Камбарського лісгоспу.
Пам'ятка природи розташовується на південний захід від міста Камбарка. В геоморфологічному відношенні займає межиріччя річок Кама та Камбарка. Територія являє собою паралельно гривисту заплаву та першу надзаплавну терасу вище згаданих річок.